# Allium peroninianum
Allium peroninianum är en amaryllisväxtart som beskrevs av Georges Vincent Aznavour. Allium peroninianum ingår i släktet lökar, och familjen amaryllisväxter. Inga underarter finns listade i Catalogue of Life.